# Mandelblättrige Wolfsmilch
Die Mandelblättrige Wolfsmilch oder Mandel-Wolfsmilch (Euphorbia amygdaloides) ist eine europäische, in Laubwäldern wachsende Pflanzenart aus der Gattung Wolfsmilch (Euphorbia) innerhalb der Familie der Wolfsmilchgewächse (Euphorbiaceae).

## Beschreibung
Die Mandelblättrige Wolfsmilch ist eine ausdauernde, krautige Pflanze, die eine Wuchshöhe von 30 bis 70 cm erreicht. Die Pflanze überwintert mit grünen Blättern. Die Stängel sind aufrecht oder aufsteigend. Die Laubblätter stehen wechselständig und sind in der Mitte des Blühtriebes rosettig gehäuft. Ihre Blattspreite ist ganzrandig, verkehrt-eilanzettlich und in den kurzen Blattstiel verschmälert. An der Unterseite und am Rand sind sie meist behaart. An den nichtblühenden Trieben sind die Blätter 4 bis 7 cm lang, immer ohne Nebenblätter.
Die Teilblütenstände bilden eine bis zu neunstrahlige Scheindolde, häufig stehen seitlich darunter weitere Teilblütenstände. Die Hochblätter sind paarweise zu Bechern verwachsen. Die Nektardrüsen sind mondsichelförmig. Die Blütezeit reicht von April bis Juni. 
Die Kapselfrüchte sind dreifurchig, kahl und fein punktiert. Die Samen tragen ein Elaiosom, das aus der Caruncula hervorgeht. 
Die Chromosomenzahl beträgt 2n = 18 oder 20.

## Verbreitung und Standorte

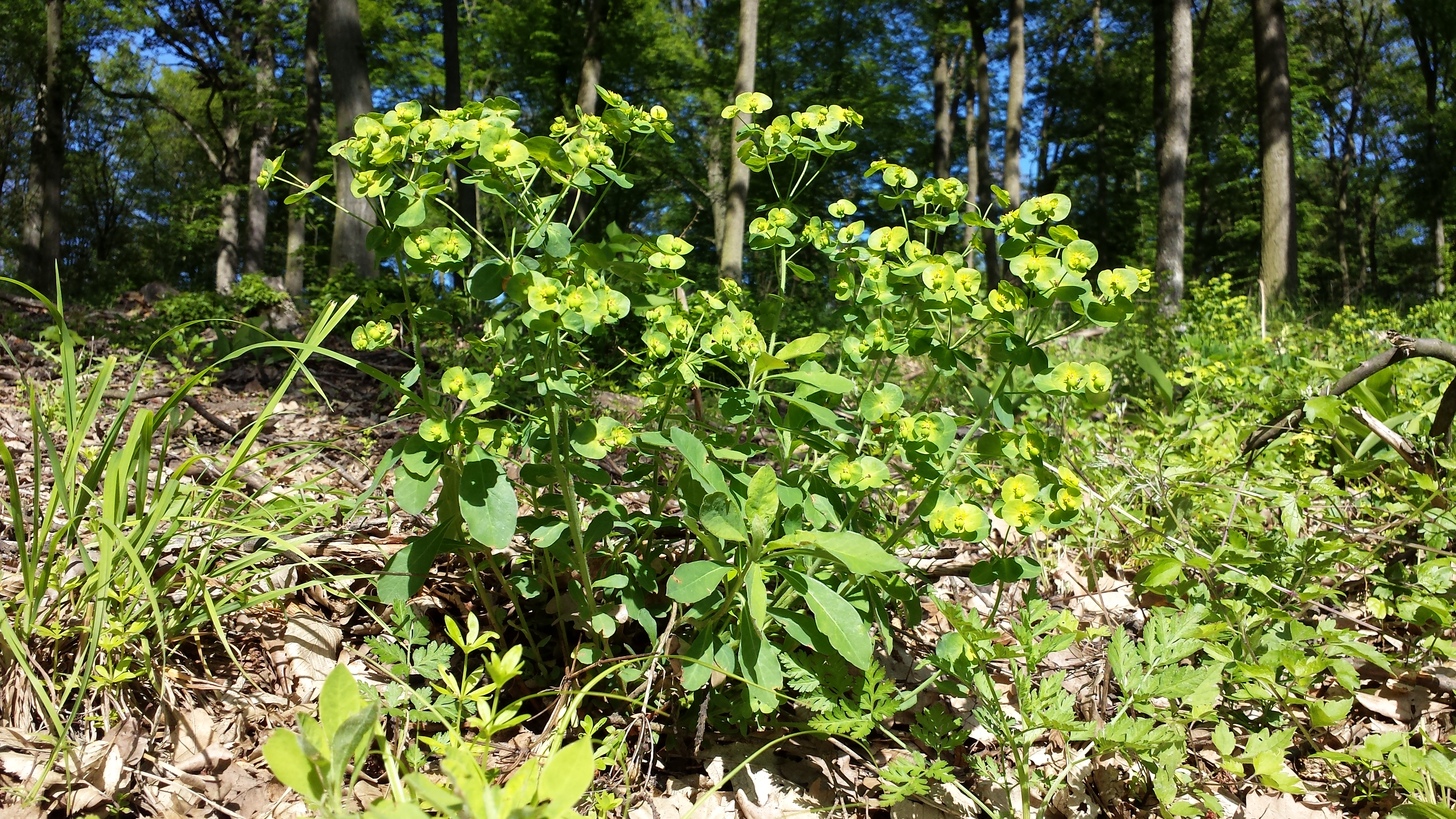
Mandel-Wolfsmilch am natürlichen Standort, einem frischen Edellaubwald

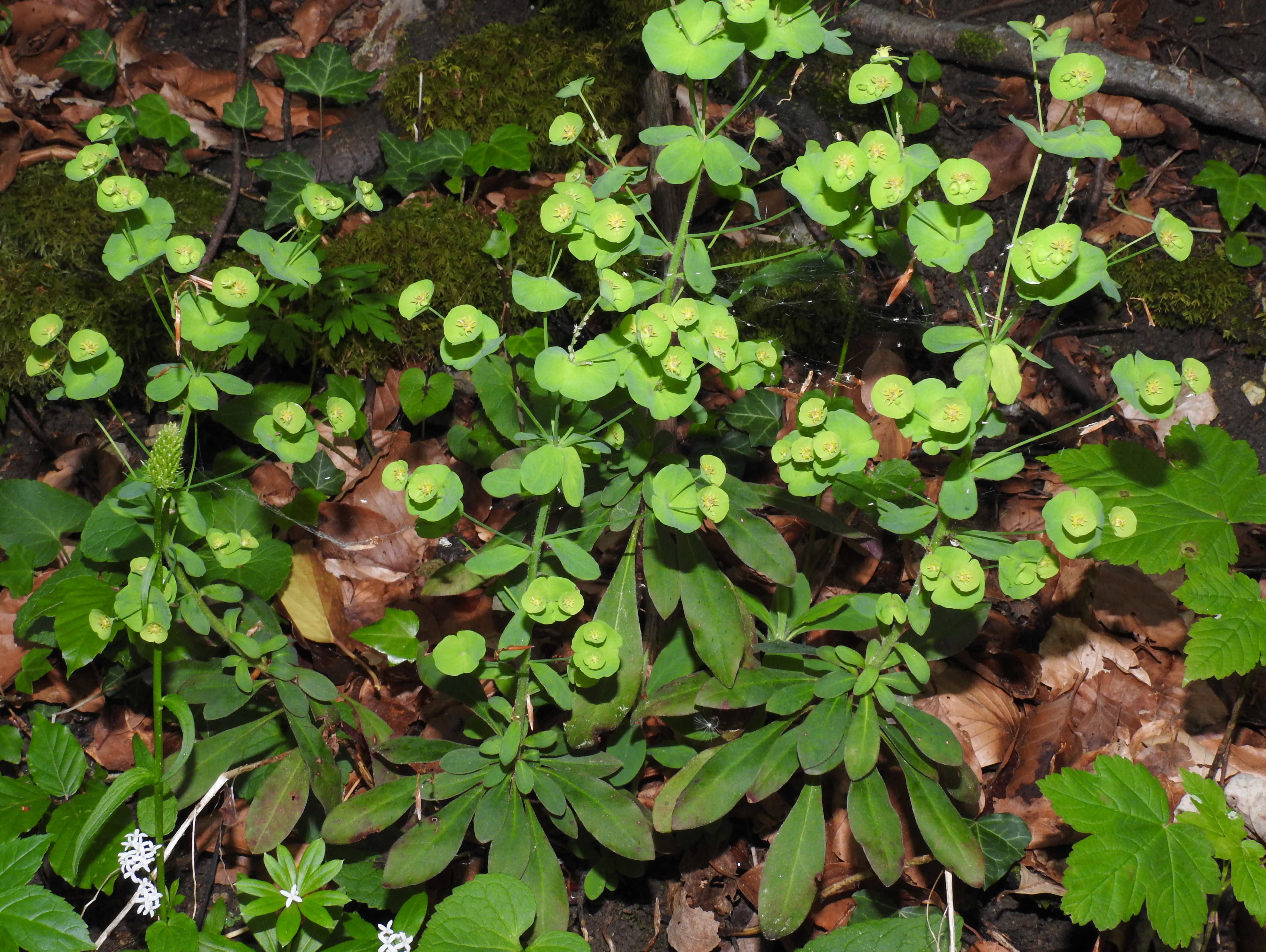
Mandel-Wolfsmilch im Habitat

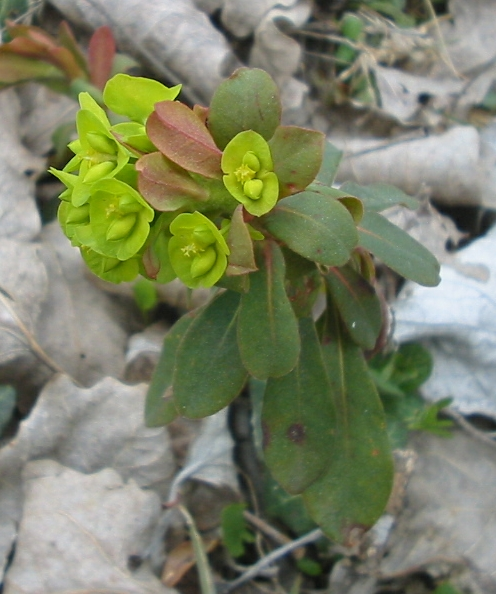
Mandel-Wolfsmilch (Euphorbia amygdaloides)

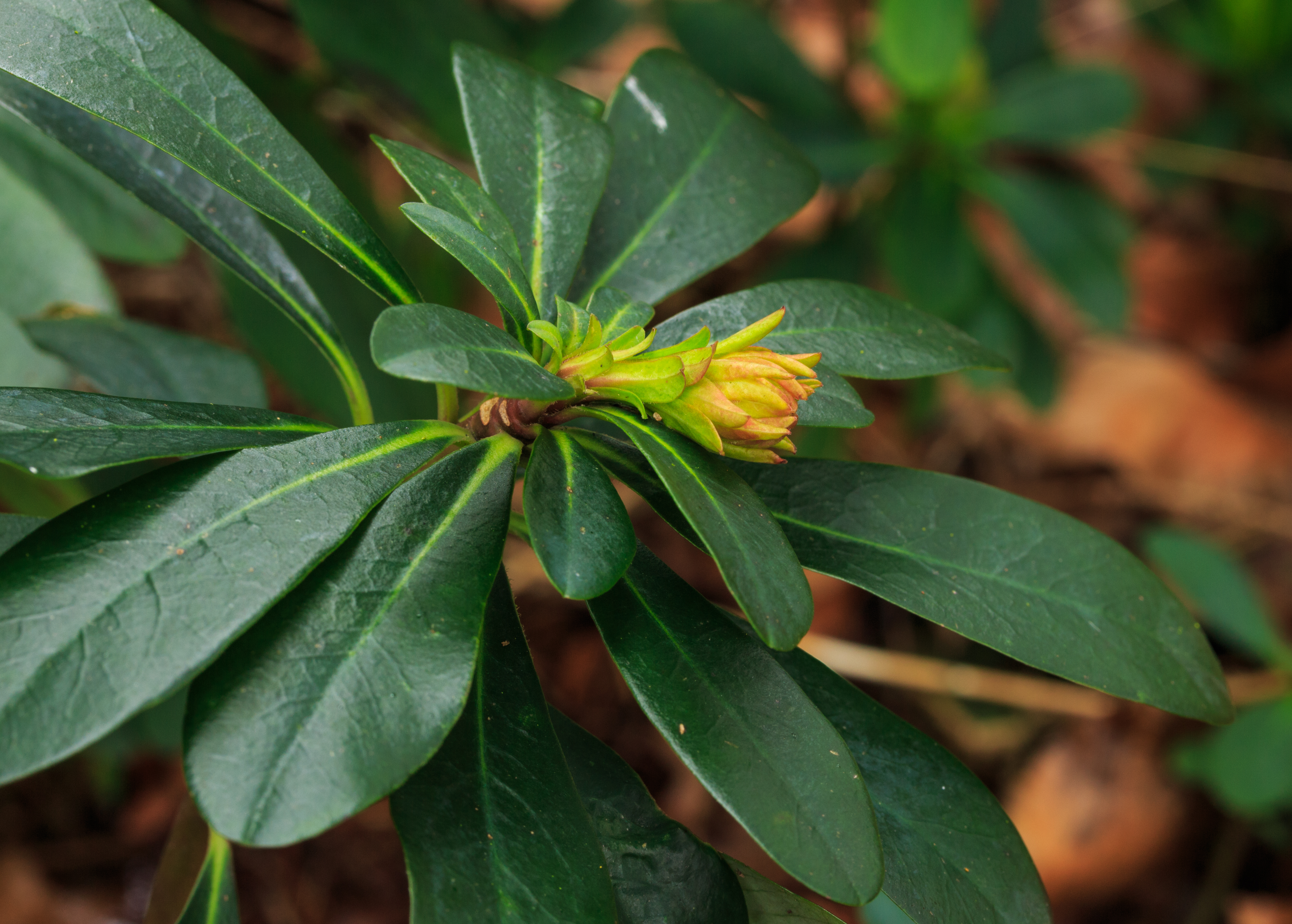
Euphorbia amygdaloides subsp. robbiae

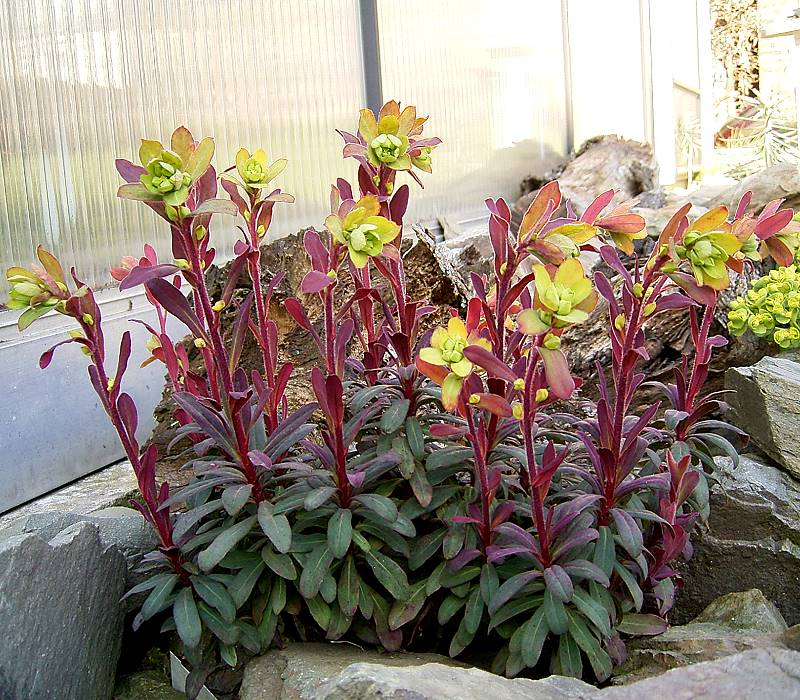
Mandel-Wolfsmilch Sorte 'Purpurea'

Diese Art kommt in Süd- und Mitteleuropa, auf dem Balkan, im zentralen Mittelmeerraum und im Gebiet des Schwarzen Meeres sowie des südlichen Kaspischen Meeres vor. Sie ist ein meridional/montanes bis temperates Florenelement des ozeanischen Europa. In Deutschland kommt sie im Süden zerstreut vor, im Norden fehlt sie weitgehend. In Österreich ist sie häufig bis zerstreut und fehlt nur in Osttirol. Sie steigt am Königssee bis 1680 Meter, am Wiener Schneeberg bis 1490 Meter, bei Vaduz bis 1300 Meter und am Monte Baldo bis 1400 Meter Meereshöhe auf.
Die Mandelblättrige Wolfsmilch wächst in Kalkbuchenwäldern, in Eichen-Hainbuchenwäldern und in Auwäldern. Sie bevorzugt frische, nährstoffreiche, eher kalkhaltige Mullböden. Sie ist ein Lehmzeiger. Sie kommt bis in die montane Höhenstufe vor.
Die ökologischen Zeigerwerte nach Landolt et al. 2010 sind in der Schweiz: Feuchtezahl F = 3 (mäßig feucht), Lichtzahl L = 2 (schattig), Reaktionszahl R = 4 (neutral bis basisch), Temperaturzahl T = 4 (kollin), Nährstoffzahl N = 3 (mäßig nährstoffarm bis mäßig nährstoffreich), Kontinentalitätszahl K = 2 (subozeaanisch).
Im pflanzensoziologischen System ist sie eine Ordnungscharakterart der Fagetalia sylvaticae und kommt vor allem in Rotbuchenwäldern, Eichen-Hainbuchen-Wäldern und Erlen-Eschen-Auwäldern vor.

## Ökologie
Die Bestäubung erfolgt durch Zweiflügler (Diptera). Die Ausbreitung der Samen erfolgt vorwiegend durch Ameisen (Myrmekochorie).

## Systematik
Man unterscheidet drei Unterarten:
- Euphorbia amygdaloides subsp. amygdaloides: Sie kommt im Mittelmeergebiet und von Europa bis Zentralasien vor.[5]
- Euphorbia amygdaloides subsp. arbuscula Meusel: Sie kommt in Süditalien und in Sizilien vor.[5]
- Euphorbia amygdaloides subsp. robbiae (Turrill) Stace: Sie stammt aus dem Nordwesten der Türkei.[5]

## Kultivierte Sorten
Es werden mehrere Sorten kultiviert. Hier eine Auswahl:
- 'Atropurpurea'
- 'Rubra'
- 'Variegata'

## Belege
- Manfred A. Fischer, Karl Oswald, Wolfgang Adler: Exkursionsflora für Österreich, Liechtenstein und Südtirol. 3., verbesserte Auflage. Land Oberösterreich, Biologiezentrum der Oberösterreichischen Landesmuseen, Linz 2008, ISBN 978-3-85474-187-9.
- Siegmund Seybold (Hrsg.): Schmeil-Fitschen interaktiv. CD-ROM, Version 1.1. Quelle & Meyer, Wiebelsheim 2002, ISBN 3-494-01327-6.
- Rudolf Schubert, Klaus Werner, Hermann Meusel (Hrsg.): Exkursionsflora für die Gebiete der DDR und der BRD. Begründet von Werner Rothmaler. 13. Auflage. Band 2: Gefäßpflanzen. Volk und Wissen, Berlin (DDR) 1987, ISBN 3-06-012539-2.